# William George Howard, VIII conte di Carlisle
William George Howard, ottavo conte di Carlisle (Londra, 23 febbraio 1808 – Londesborough, 29 marzo 1889), è stato un pastore protestante inglese.

## Biografia
WIlliam George nacque nel quartiere di Westminster a Londra, figlio secondogenito di George Howard, VI conte di Carlisle e di sua moglie, lady Georgiana Cavendish, figlia maggiore di William Cavendish, V duca del Devonshire.
Egli venne educato all'Eton College e poi al Christ Church di Oxford. Avviato alla carriera ecclesiastica, fu rettore di Londrsborough nell'Est Riding dello Yorkshire dal 1832 e per i successivi quarant'anni. Alla morte del fratello maggiore George Howard, VII conte di Carlisle avvenuta il 5 dicembre 1864 senza eredi, William George gli succedette nei titoli paterni. Nel 1866, a causa di una sua malattia mentale, dovette abbandonare la carriera ecclesiastica continuando a mantenere il proprio titolo ma con le proprie funzioni assunte dal suo vice.
Alla sua morte, non avendo egli avuto figli e non essendosi mai sposati, i titoli della sua casata passarono al nipote George Howard, IX conte di Carlisle, figlio di sua sorella.

## Ascendenza
|                                               |                                          |                                                   | Genitori                               |  |  | Nonni |  |  | Bisnonni                           |  |  | Trisnonni                             |  |
|                                               |                                          |                                                   |                                        |  |  |       |  |  | Henry Howard, IV conte di Carlisle |  |  | Charles Howard, III conte di Carlisle |  |
|                                               |                                          |                                                   |                                        |  |  |       |  |  | Henry Howard, IV conte di Carlisle |  |  | Charles Howard, III conte di Carlisle |  |
|                                               |                                          | Anne de Vere Capell                               |                                        |  |  |       |  |  | Henry Howard, IV conte di Carlisle |  |  |                                       |  |
| Frederick Howard, V conte di Carlisle         |                                          |                                                   |                                        |  |  |       |  |  | Henry Howard, IV conte di Carlisle |  |  |                                       |  |
|                                               |                                          | hon. Isabella Byron                               | William Byron, IV barone Byron         |  |  |       |  |  |                                    |  |  |                                       |  |
|                                               |                                          | hon. Isabella Byron                               | William Byron, IV barone Byron         |  |  |       |  |  |                                    |  |  |                                       |  |
|                                               |                                          | hon. Isabella Byron                               | hon. Frances Berkeley                  |  |  |       |  |  |                                    |  |  |                                       |  |
| George Howard, VI conte di Carlisle           |                                          | hon. Isabella Byron                               |                                        |  |  |       |  |  |                                    |  |  |                                       |  |
|                                               |                                          | Granville Leveson-Gower, I marchese di Stafford   | John Leveson-Gower, I conte Gower      |  |  |       |  |  |                                    |  |  |                                       |  |
|                                               |                                          | Granville Leveson-Gower, I marchese di Stafford   | John Leveson-Gower, I conte Gower      |  |  |       |  |  |                                    |  |  |                                       |  |
|                                               |                                          | Granville Leveson-Gower, I marchese di Stafford   | lady Evelyn Pierrepont                 |  |  |       |  |  |                                    |  |  |                                       |  |
| lady Margaret Leveson-Gower                   |                                          | Granville Leveson-Gower, I marchese di Stafford   |                                        |  |  |       |  |  |                                    |  |  |                                       |  |
|                                               |                                          | lady Louisa Egerton                               | Scroop Egerton, I duca di Bridgewater  |  |  |       |  |  |                                    |  |  |                                       |  |
|                                               |                                          | lady Louisa Egerton                               | Scroop Egerton, I duca di Bridgewater  |  |  |       |  |  |                                    |  |  |                                       |  |
|                                               |                                          | lady Louisa Egerton                               | lady Rachael Russell                   |  |  |       |  |  |                                    |  |  |                                       |  |
| William George Howard, VIII conte di Carlisle |                                          | lady Louisa Egerton                               |                                        |  |  |       |  |  |                                    |  |  |                                       |  |
|                                               | William Cavendish, IV duca di Devonshire | William Cavendish, III duca di Devonshire         |                                        |  |  |       |  |  |                                    |  |  |                                       |  |
|                                               | William Cavendish, IV duca di Devonshire | William Cavendish, III duca di Devonshire         |                                        |  |  |       |  |  |                                    |  |  |                                       |  |
|                                               | William Cavendish, IV duca di Devonshire | Catherine Hoskins                                 |                                        |  |  |       |  |  |                                    |  |  |                                       |  |
| William Cavendish, V duca di Devonshire       | William Cavendish, IV duca di Devonshire |                                                   |                                        |  |  |       |  |  |                                    |  |  |                                       |  |
|                                               |                                          | Charlotte Elizabeth Boyle, marchesa di Hartington | Richard Boyle, III conte di Burlington |  |  |       |  |  |                                    |  |  |                                       |  |
|                                               |                                          | Charlotte Elizabeth Boyle, marchesa di Hartington | Richard Boyle, III conte di Burlington |  |  |       |  |  |                                    |  |  |                                       |  |
|                                               |                                          | Charlotte Elizabeth Boyle, marchesa di Hartington | lady Dorothy Savile                    |  |  |       |  |  |                                    |  |  |                                       |  |
| lady Georgiana Cavendish                      |                                          | Charlotte Elizabeth Boyle, marchesa di Hartington |                                        |  |  |       |  |  |                                    |  |  |                                       |  |
|                                               |                                          | John Spencer, I conte Spencer                     | lord John Spencer                      |  |  |       |  |  |                                    |  |  |                                       |  |
|                                               |                                          | John Spencer, I conte Spencer                     | lord John Spencer                      |  |  |       |  |  |                                    |  |  |                                       |  |
|                                               |                                          | John Spencer, I conte Spencer                     | lady Georgiana Caroline Carteret       |  |  |       |  |  |                                    |  |  |                                       |  |
| lady Georgiana Spencer                        |                                          | John Spencer, I conte Spencer                     |                                        |  |  |       |  |  |                                    |  |  |                                       |  |
|                                               |                                          | Margaret Poyntz                                   | Stephen Poyntz                         |  |  |       |  |  |                                    |  |  |                                       |  |
|                                               |                                          | Margaret Poyntz                                   | Stephen Poyntz                         |  |  |       |  |  |                                    |  |  |                                       |  |
|                                               |                                          | Margaret Poyntz                                   | Anna Maria Mordaunt                    |  |  |       |  |  |                                    |  |  |                                       |  |
|                                               |                                          | Margaret Poyntz                                   |                                        |  |  |       |  |  |                                    |  |  |                                       |  |

| Controllo di autorità | VIAF (EN) 4958153596642851900002 |